# Gouverneurshuis (Breda)

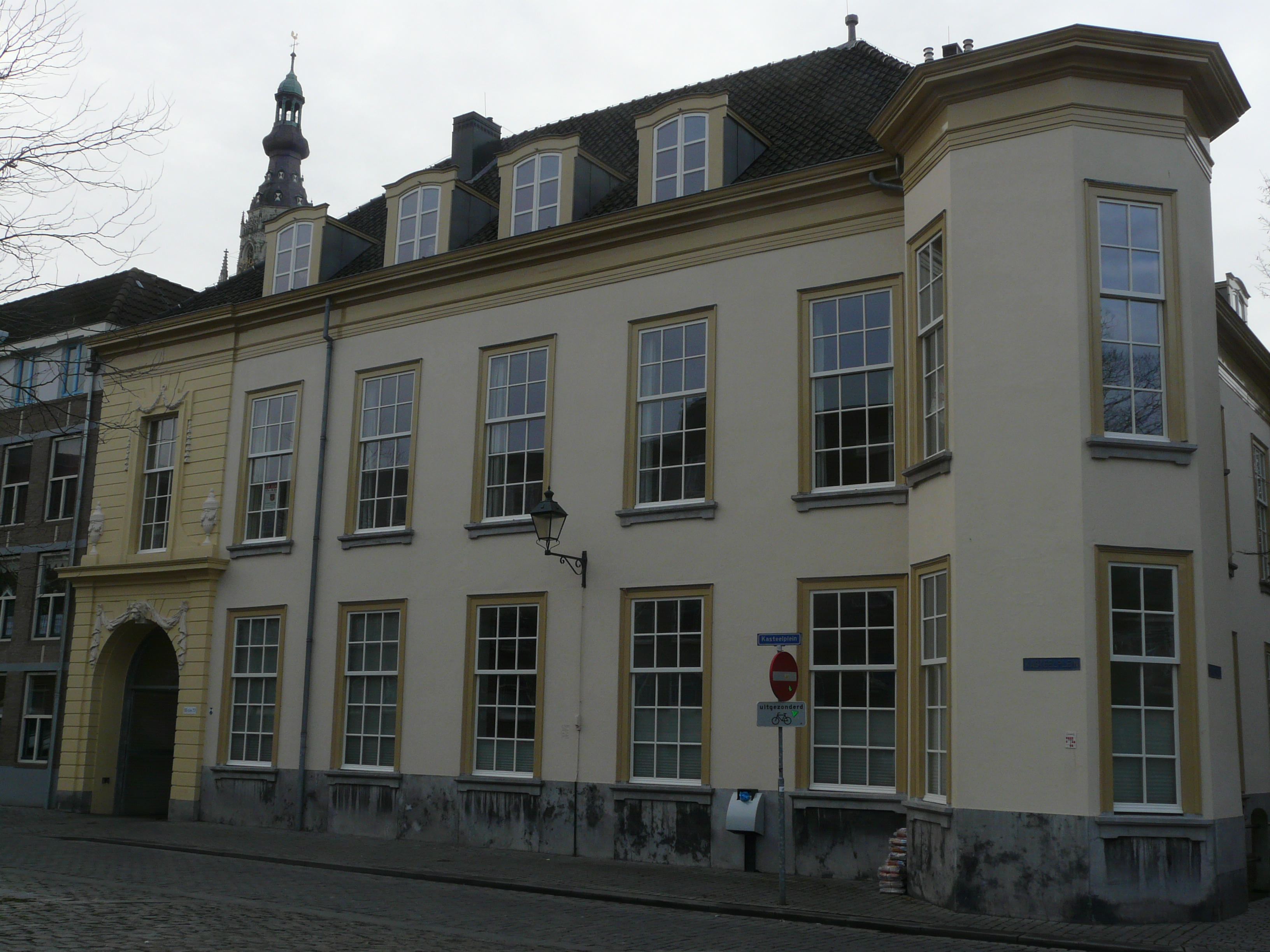
Gouverneurshuis

Het Gouverneurshuis is een monumentaal voormalig hofhuis aan het Kasteelplein 55 in Breda Centrum.

## Geschiedenis
In 1608 kocht Justinus van Nassau, een bastaardzoon van Willem van Oranje, het huis De Engel en liet op die plaats een ander huis bouwen. Van 1601 tot 1625 was Justinus zelf gouverneur van Breda. In 1680 werd het de ambtswoning van de gouverneur van Breda. Vanaf 1790 liet de latere koning Willem I het ingrijpend verbouwen; de nieuwe voorgevel werd in 1792 ontworpen door Johan van Westenhout. Nog te zien aan de ingangspoort met versieringen in de stijl van Lodewijk XVI. Daarna werd het bepleisterd.
Van 1795 tot 1802 was het een kazerne. Van 1803 tot 1811 was het de zetel van het Departementaal Gerechtshof van Brabant. Van 1828 tot 1923 was het de woning van de Gouverneur van de Koninklijke Militaire Academie.
Vanaf 1923 werd het pand het Ethnografisch Museum van de KMA. In 1956 kwam er het Volkenkundig Museum Justinus van Nassau in. Er was een ingrijpende verbouwing van 1962-1968. Op 1 januari 1993 werd het museum gesloten vanwege bezuinigingen. Tegenwoordig zijn er appartementen in gevestigd.